# Robert Maréchal
Robert Maréchal (Schaarbeek, 7 maart 1920 - Oostende, 1 september 1992) was een Belgisch politicus, die behoorde bij de toenmalige CVP.

## Provincie
Na zijn studies in de rechten vestigde hij zich als advocaat in Lokeren. In 1946 stelde hij zich kandidaat bij de gemeenteraadsverkiezingen en werd er schepen van de stad. Hij bleef in functie tot 1971, maar zetelde als raadslid verder tot in 1988.
In hetzelfde jaar 1946 werd hij verkozen als provincieraadslid van de provincie Oost-Vlaanderen. Met een korte onderbreking van één jaar bleef hij zetelen tot in 1974. In 1966 werd hij verkozen tot ondervoorzitter van die raad. Twee jaar later werd hij er voorzitter, in opvolging van Honoré Van Steenberge, die toen gedeputeerde werd.